# 何塞·孔特雷拉斯
荷西·艾瑞爾·康崔拉斯·卡梅歐（西班牙語：José Ariel Contreras Camejo，1971年12月6日—），為前美國職棒大聯盟的投手，生涯曾效力於洋基、白襪、洛磯、費城人與海盜等隊。他曾代表古巴參加多項國際賽，離開大聯盟後也曾加入中華職棒的中信兄弟。

## 職業生涯

### 紐約洋基
2002年12月26日，康崔拉斯與洋基簽下4年3200萬美元的合約。他在2003年拿下7勝2敗，防禦率3.30，但他也因為肩胛下肌受傷而休息了兩個多月。9月23日，康崔拉斯面對白襪投出8局9次三振的完封勝，寫下個人代表作。而他在季後賽投了11局，防禦率5.73。
2004年，洋基讓康崔拉斯入選先發輪值，但他的表現極不穩定。他中間一度下放小聯盟快一個月，6月27日，他面對大都會投出10次三振寫下個人單場新高紀錄。

### 芝加哥白襪
2004年7月31日，洋基將康崔拉斯交易到白襪，換來Esteban Loaiza。他在白襪的狀況仍是時好時壞，整季他拿下13勝9敗，防禦率5.50。
2005年，康崔拉斯在上半季連續5次先發無關勝敗，防禦率3.04。不過他在下半季表現完全換了個人，他也成為球隊在季後賽最重要的投手。整季他拿下15勝7敗，防禦率3.61。

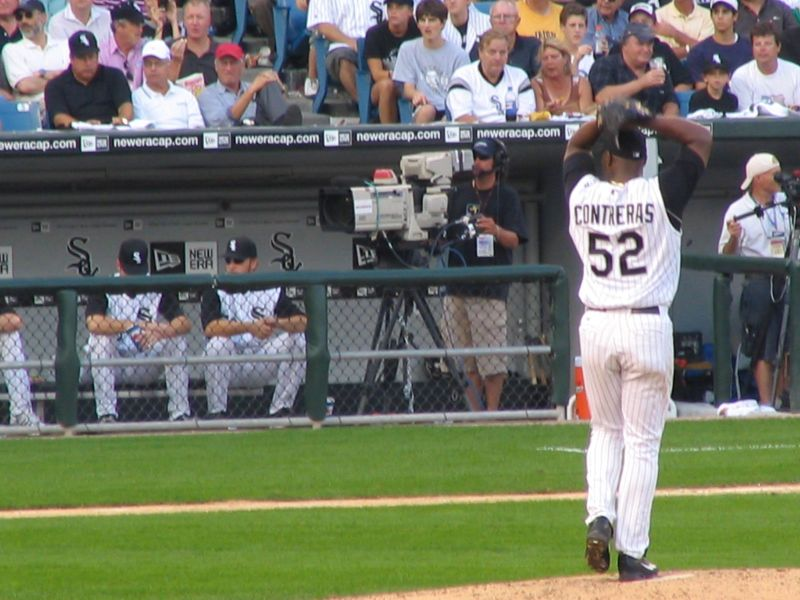
2005年在季後賽先發的康崔拉斯

康崔拉斯在分區賽第一場就拿下勝投，最後白襪橫掃紅襪晉級聯盟冠軍賽。康崔拉斯雖然在美聯冠軍賽輸掉第一場，但是在第五場拿下勝投，也幫助白襪打進世界大賽。2005年世界大賽，康崔拉斯擔任首戰先發。不過他在賽前卻被告知他的名字已被古巴共產黨第一書記菲德尔·卡斯特罗永久封殺，白襪隊的比賽也無法在古巴合法收看。最後白襪4場橫掃太空人奪冠，康崔拉斯在季後賽總計拿下3勝1敗，防禦率3.09。
2006年，康崔拉斯與白襪簽下3年2900萬美元的延長合約。他在7月6日前拿下9勝0敗，防禦率3.31。他也在這年締造了個人先發16連勝，同時寫下白襪隊史投手紀錄。他後來面對洋基吞下敗投，才終止了他的連勝紀錄。這年他入選了明星賽，不過卻因為明星賽前投球過多而無法出賽。整季他拿下13勝7敗，防禦率4.27。
2007年，康崔拉斯表現掙扎，球隊戰績也落到分區第四。整季他僅拿下10勝17敗，防禦率5.57。不過他在這年仍投出了兩場完封勝。

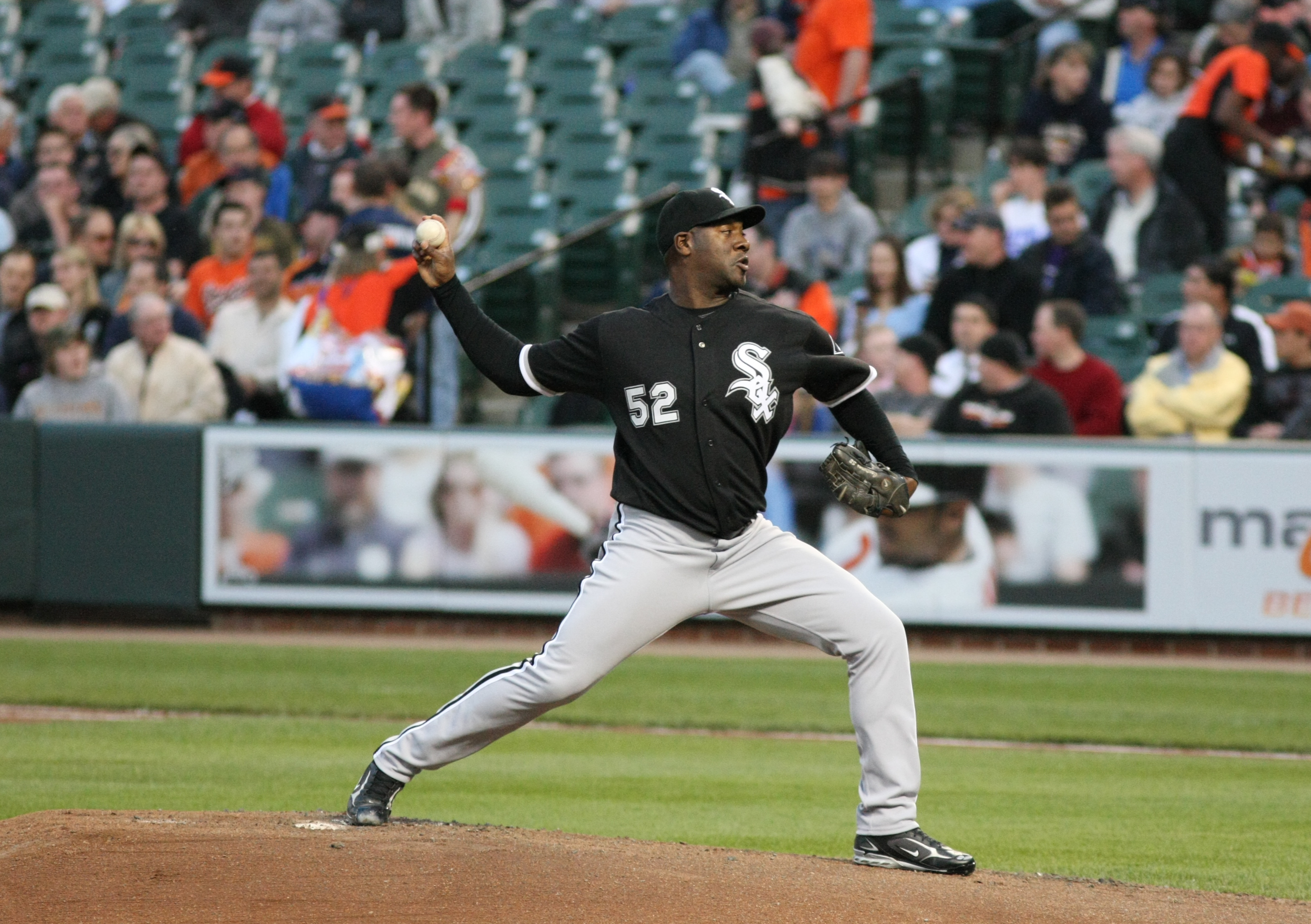
2008年的康崔拉斯

2008年8月9日，康崔拉斯遭逢了阿基里斯腱斷裂傷勢，這也導致康崔拉斯球季報銷。2009年，他開季吞下5敗後，被調往牛棚發展。隔天他被下放到3A調整，直到6月初的一場雙重賽才回到大聯盟。他在回歸的首場比賽就投出8局一安打3K無失分的優異內容，成功拿下勝投。他在下一次的先發一樣是8局完封勝，送出8次三振僅被敲出2支安打。

### 科羅拉多洛磯
2009年8月31日，白襪將康崔拉斯交易到洛磯，換來Brandon Hynick。

### 費城費城人
2010年1月28日，康崔拉斯與費城人簽下1年150萬美元的合約。他在球隊開始轉往牛棚發展，並在5月15日拿下大聯盟生涯首次救援成功。球季結束後，他和球隊簽下2年550萬美元的續約。2012年10月29日，費城人拒絕執行康崔拉斯在2013年的球員選擇權，使他成為自由球員。

### 匹茲堡海盜
2013年2月23日，康崔拉斯與海盜簽下小聯盟約，並受邀參加大聯盟春訓。他在6月13日被球隊釋出。雖然他在17日重簽合約，但在一個月後再度被釋出。

### 波士頓紅襪
2013年7月19日，康崔拉斯與紅襪簽下小聯盟約。

### 德州遊騎兵
2013年12月5日，康崔拉斯與遊騎兵簽下小聯盟約。由於康崔拉斯被球團告知未入選開幕戰名單內，於是他自請離隊。

### 提華納公牛
2014年3月20日，康崔拉斯加盟墨西哥聯盟的提華納公牛，並打了兩個球季。

### 中信兄弟
2015年7月5日，康崔拉斯加盟中華職棒的中信兄弟，並完成了初登板。他拿下了中職7月份的MVP，他只在中職先發7場比賽，拿下4勝1敗，防禦率3.45。他在8月30日後成為球隊的投手教練，中信兄弟也找來了維克多·克拉帝補上洋將空缺。不過康崔拉斯還想繼續投球，因此隔年他婉拒了中信球團的續約邀請。

### 金塔納羅奧老虎
2016年3月28日，康崔拉斯加盟墨西哥聯盟的金塔納羅奧老虎。

## 生涯投球成績
| 勝投 | 敗投 | 防禦率 | 出賽場次 | 先發 | 完投 | 完封 | 投球局數 | 安打 | 失分 | 自責分 | 全壘打 | 保送 | 三振 | 暴投 | 觸身球 |
| ---- | ---- | ------ | -------- | ---- | ---- | ---- | -------- | ---- | ---- | ------ | ------ | ---- | ---- | ---- | ------ |
| 78   | 67   | 4.57   | 299      | 175  | 5    | 3    | 1173.0   | 1176 | 660  | 595    | 1311   | 427  | 889  | 72   | 62     |

## 外部連結
- 球員資訊和成績在MLB ，ESPN ，Retrosheet ，Baseball Reference ，Baseball Reference (Minors) ，Fangraphs ，The Baseball Cube （英文）
- 何塞·孔特雷拉斯在台灣棒球維基館上的頁面（繁體中文）